# Torfbahn Kuschawerskoje
| Torfbahn Kuschawerskoje                                        | Torfbahn Kuschawerskoje |
| -------------------------------------------------------------- | ----------------------- |
| Diesel-elektrische Lokomotive der Baureihe ЭСУ2а und Torfloren |                         |
| Torfbahn Kuschawerskoje                                        |                         |
| Streckenlänge:                                                 | 16 km                   |
| Spurweite:                                                     | 750 mm (Schmalspur)     |
|                                                                |                         |

Die Torfbahn Kuschawerskoje (russisch Узкоколейная железная дорога Кушаверского торфопредприятия, transkr. Uskokoleinaja schelesnaja doroga Kuschawerskowo torfopredprijatija, transl. Uzkokolejnaâ železnaâ doroga Kušaverskogo torfopredpriâtiâ) ist eine Schmalspurbahn beim Dorf Jubileiny, Gorka im Rajon Chwoinaja in der Oblast Nowgorod in Russland.

## Geschichte
Die früher 60 km lange Torfeisenbahn, von der heute noch 16 km genutzt werden, wurde 1967 in Betrieb genommen. Die verkürzte Streckenführung ist ganzjährig in Betrieb.
Die Betriebsbahn hat eine Spurweite von 750 mm und wird heute hauptsächlich für den Torftransport und die Beförderung von Arbeitern genutzt.

## Fahrzeuge

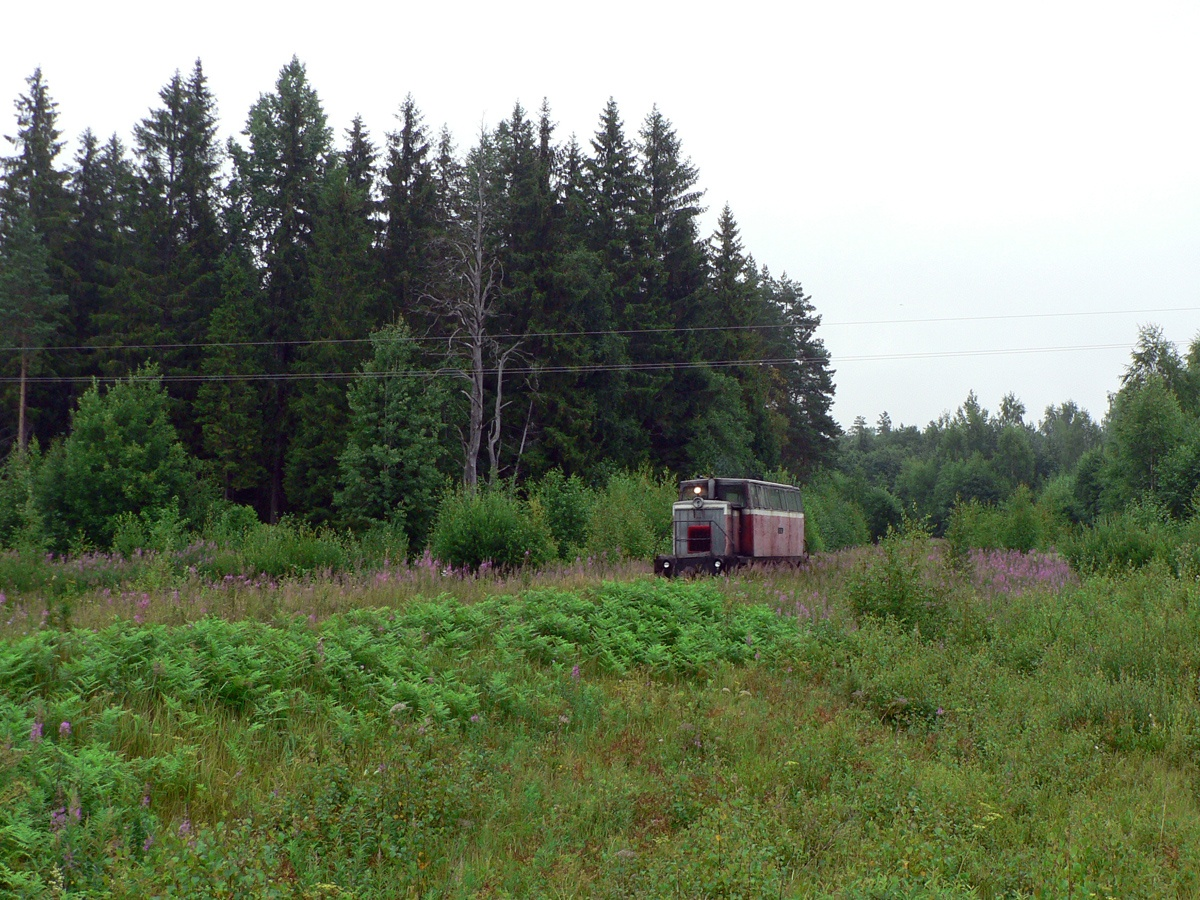
ТУ6П - № 0013

### Lokomotiven
- Diesellok der SŽD-Baureihe ТУ6А – № 3263, 3187
- Diesellok der SŽD-Baureihe ТУ6Д – № 0236
- Diesellok der SŽD-Baureihe ТУ6П – № 0013
- Diesel-mechanische Lokomotive mit Generator ЭСУ2а – № 568, 733, 822

### Weitere Fahrzeuge
Als weitere Fahrzeuge stehen mehrere offene und geschlossene Güterwagen, Personenwagen, Kesselwagen, Schüttgutwagen für den Schottertransport beim Gleisbau, ein Schneepflug, je ein Kran vom Typ GK-5 und PPR2 und auch ein Kesselwagen für Löschwasser zur Brandbekämpfung zur Verfügung.

## Galerie

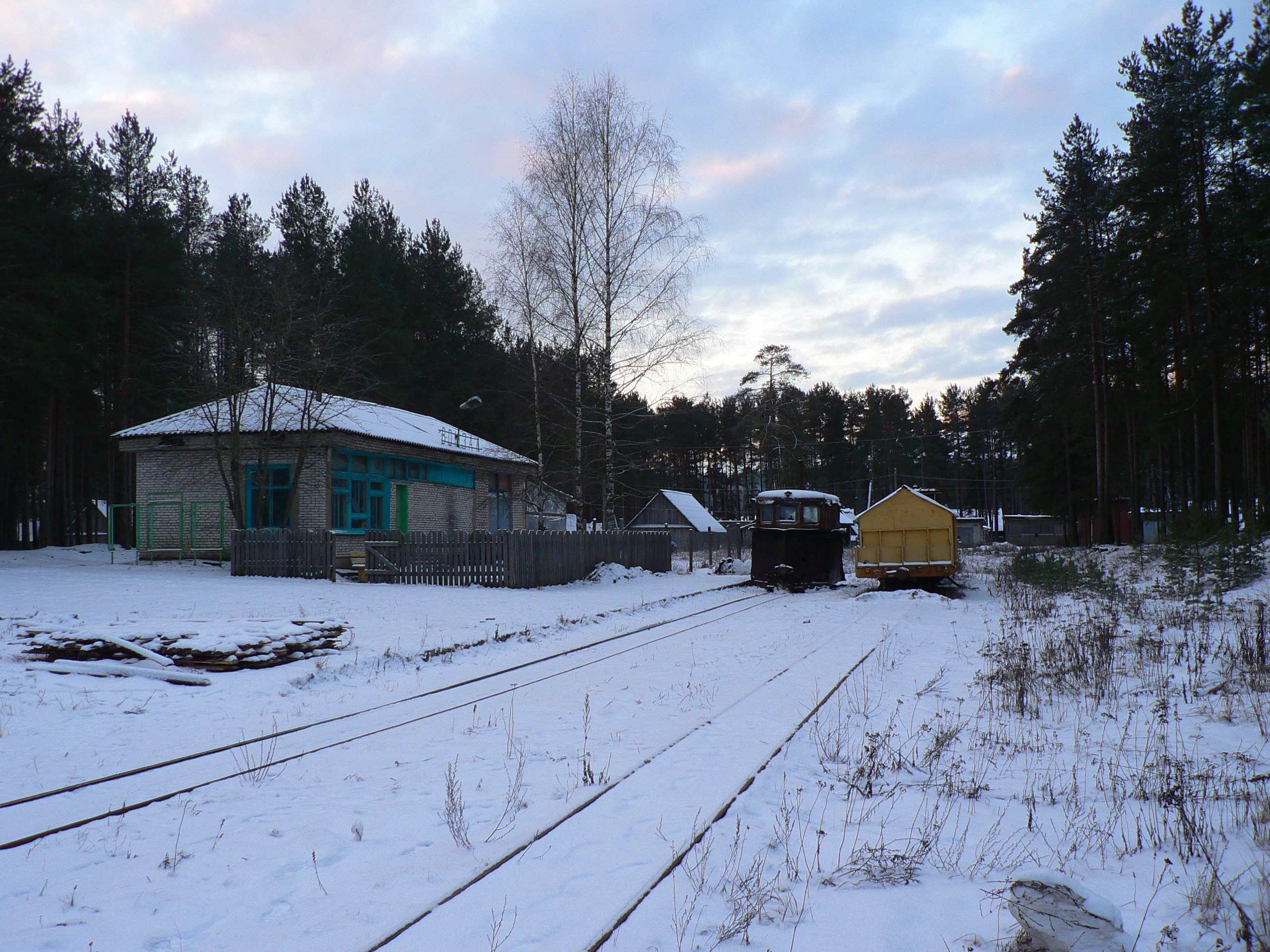
Bahnhof
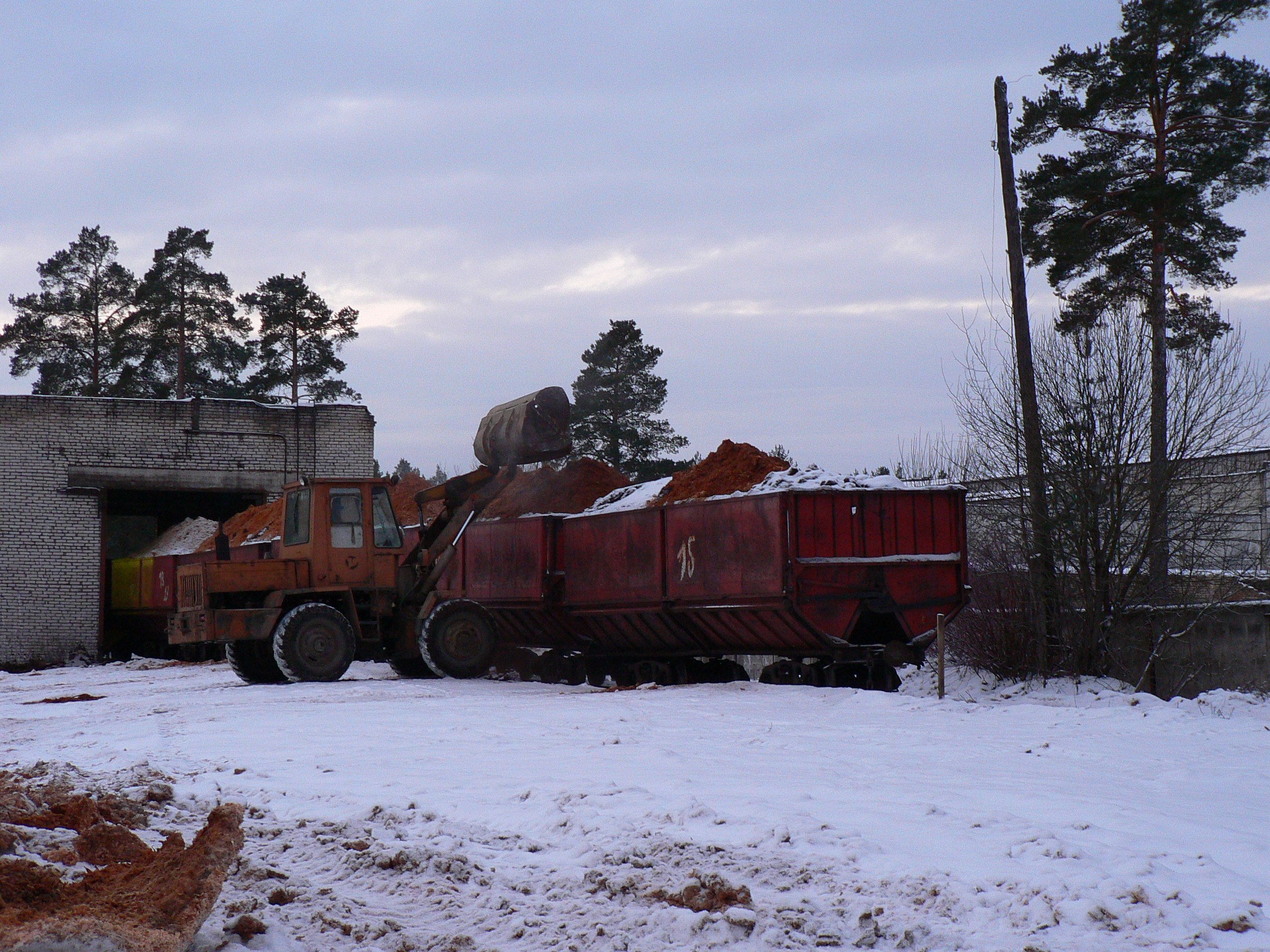
Offener Güterwagen TSV-6a für Torf
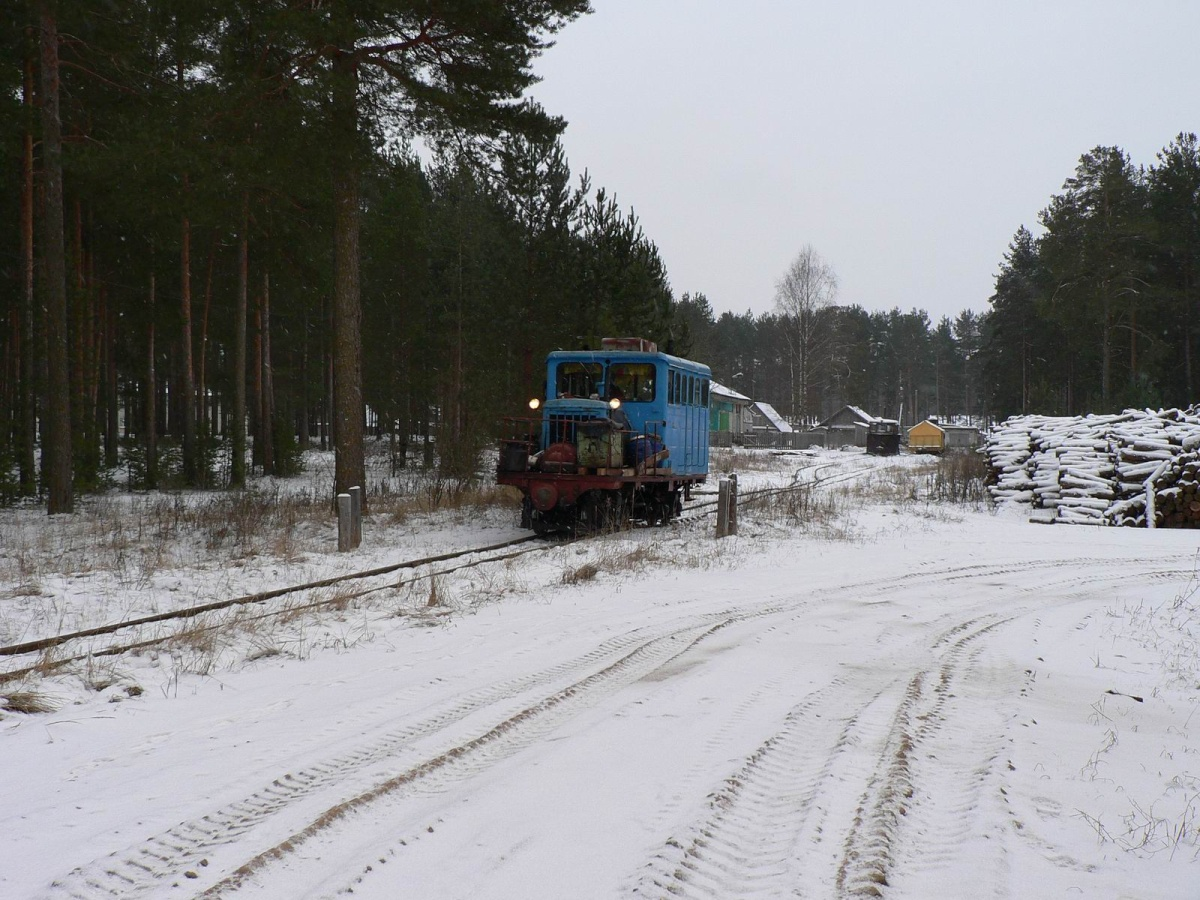
Lokomotive ЭСУ2а – № 568
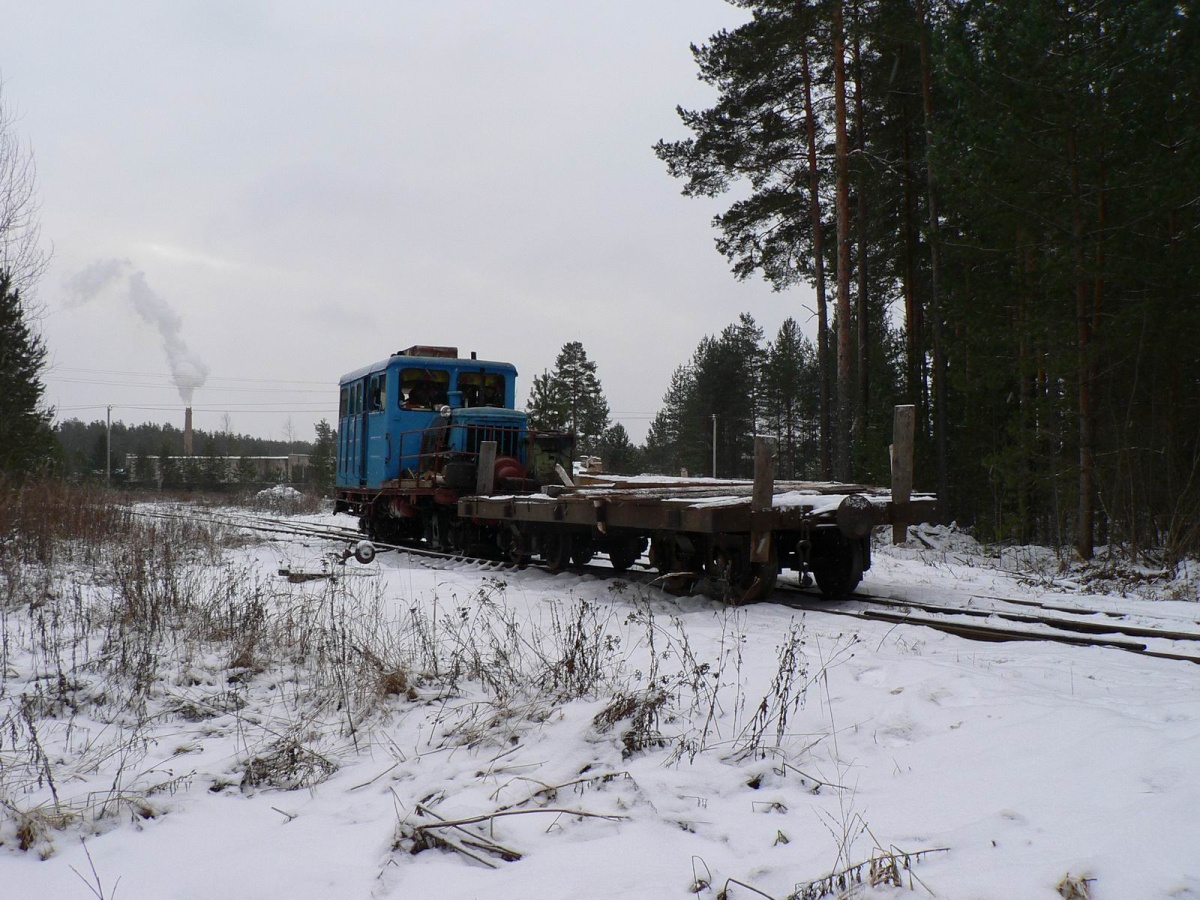
Diesel-elektrische Lokomotive ЭСУ2а – № 568 mit Güterzug
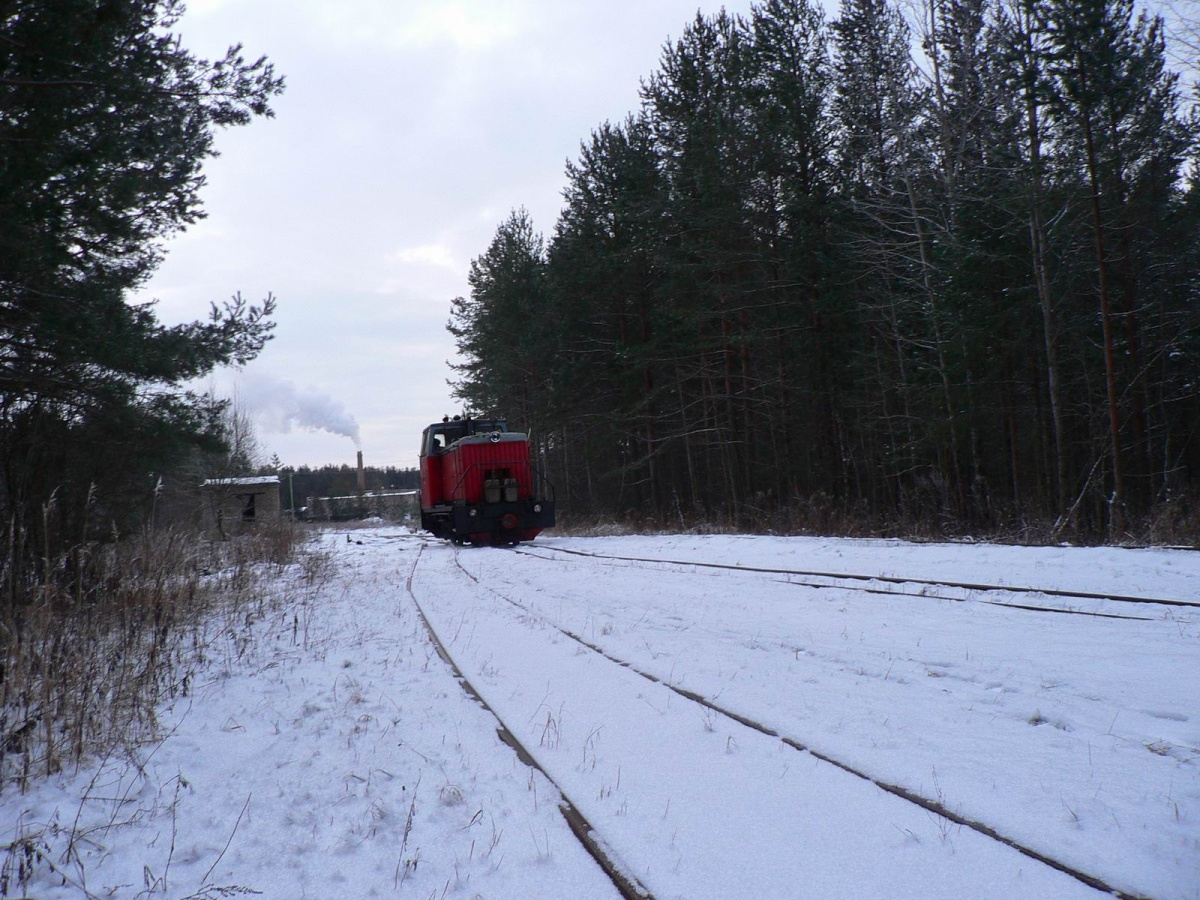
Diesellok der SŽD-Baureihe ТУ6А – № 3187
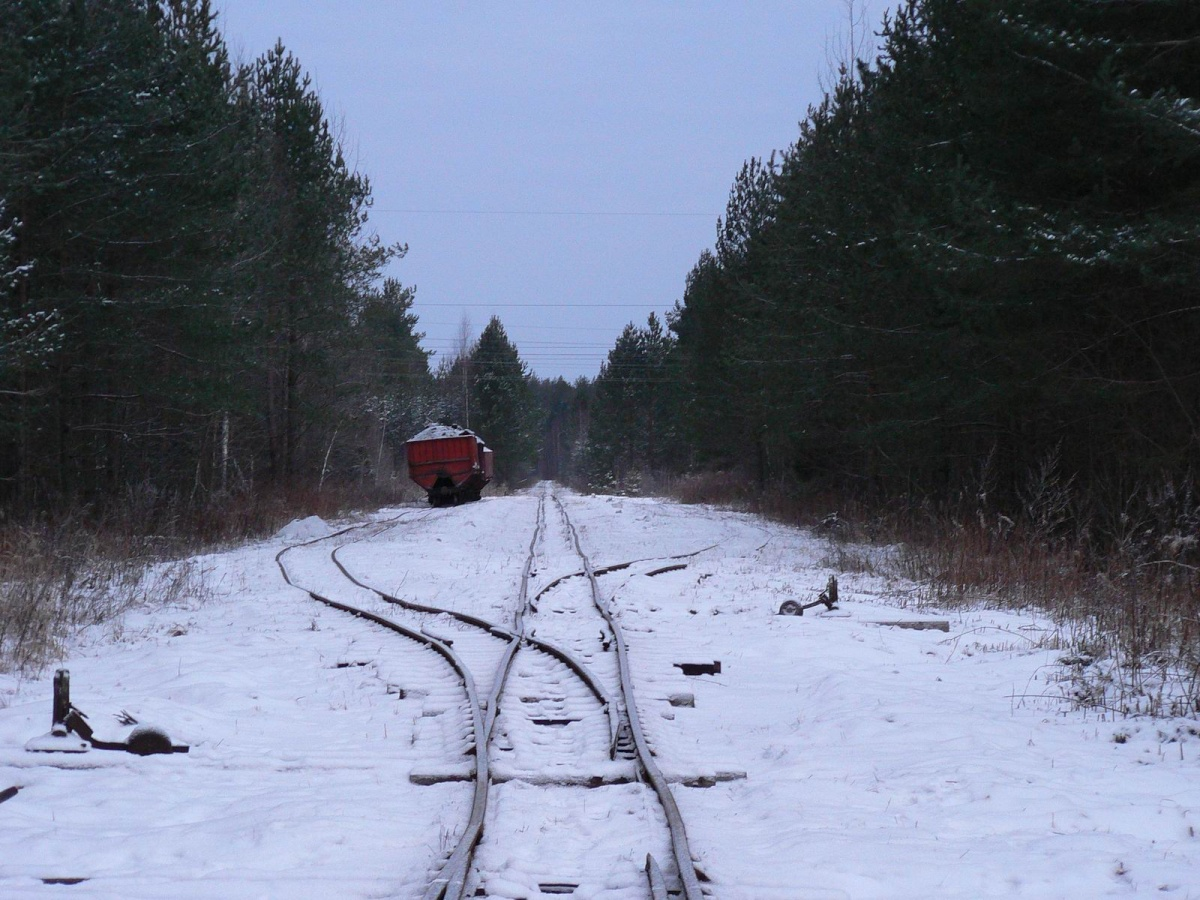
Bahnhof